# Say It's Not True
Singles de Queen + Paul Rodgers
C-lebrity
(2008)
Pistes de The Cosmos Rocks
Through the Night Surf's Up… School's Out!
Say It's Not True est le premier single extrait de The Cosmos Rocks, le premier album studio de la formation Queen + Paul Rodgers. C'est la seule chanson de l'album chantée en trio par les trois membres du groupe (Roger Taylor, Brian May et Paul Rodgers). Sorti en décembre 2007, ce titre avait déjà été interprété en live, alors chanté par Roger Taylor, lors de la tournée mondiale du groupe en 2005/2006. La chanson date de 2003, année où elle a été spécialement composée pour le concert 46664 organisé par la Fondation Nelson-Mandela en faveur de la lutte contre le SIDA. Elle y avait été interprétée avec Dave Stewart. En 2008 la chanson fera l'objet d'un clip exclusif en hommage à Freddie Mercury, celui-ci sera dévoilée à l'occasion du 90e anniversaire de Nelson Mandela.

## Liste des titres
1. Say It's Not True (audio)
2. Say It's Not True (clip)